# Muhsin Hendricks
Pour les articles homonymes, voir Hendricks.
Muhsin Hendricks, né en juin 1967 au Cap (province du Cap) et mort le 15 février 2025 à Bethelsdorp (Cap-Oriental),, est un imam sud-africain, un érudit islamique et un activiste LGBT.

## Biographie

### Jeunesse et éducation
Muhsin Hendricks nait en juin 1967 et grandit dans une famille musulmane traditionnelle. Son grand-père est un religieux musulman. Il étudie à l'université des études islamiques au Pakistan. Il  déclare que ses « ancêtres sont un mélange d'origine indonésienne et indienne. Ils ont été amenés au Cap comme prisonniers politiques et esclaves par les colonialistes néerlandais ».

### Coming out et militantisme
En 1996, Muhsin Hendricks rend publique son homosexualité, et devient le premier imam gay du monde à faire son coming-out.
La même année, il fonde The Inner Circle, un groupe pour aider les musulmans homosexuels. Il dirige la mosquée Al Ghurbaah à Wynberg, près de sa ville d’origine. Son lieu de culte est ouvert aux LGBTQ, «où les musulmans homosexuels et les femmes marginalisées peuvent pratiquer l’islam», selon son site internet, qui vante «un espace sûr pour ceux qui vivent à la périphérie de la société musulmane, souvent stigmatisés et ostracisés en raison de ce qu’ils sont, de la façon dont ils choisissent de s’identifier».
Il est impliqué dans divers groupes de défense des musulmans LGBT et plaide pour une plus grande acceptation des personnes LGBT au sein de l'islam.
Pendant la pandémie de Covid-19, Muhsin Hendricks commence à publier des TikTok avec des messages positifs sur l'amour. En 2022, Muhsin Hendricks crée des vidéos en ligne sur les musulmans LGBTQ en hindi et en ourdou.

### Distinction
Un documentaire lui est consacré en 2022, intitulé le Radical. Il livre alors que «le besoin d’être authentique a été plus grand que la peur de mourir», faisant référence à des menaces déjà reçues en raison de son homosexualité.

### Assassinat
Muhsin Hendricks est mortellement abattu par deux hommes masqués le 15 février 2025 à Bethelsdorp dans la banlieue de Port Elizabeth (Gqeberha) en Afrique du Sud,alors qu'il s’apprête à célébrer l’union d’un couple de lesbiennes, selon la presse locale. Il a 57 ans.